# Kuća Padovan u Hvaru
Kuća Padovan u gradiću Hvaru, Kroz Burak 30, zaštićeno kulturno dobro.

## Opis
Renesansna katnica izgrađena u XVI. stoljeću. Smještena je na istočnom obodu bloka u južnom dijelu Burga. Prema ulici s istoka otvoreno je samo jedno pročelje dok su ostala zatvorena u bloku. Pročelje je asimetrično raščlanjeno sa stambenim vratima u prizemlju i prozorom ukrašenim renesansnim profilacijama na katu.

## Zaštita
Pod oznakom RST-0612-1971. zavedena je kao nepokretno kulturno dobro - pojedinačno, pravna statusa zaštićena kulturnog dobra, klasificirano kao "stambene građevine".